# Andújar (stacja kolejowa)
Andújar (hiszp. Estación de Andújar) – stacja kolejowa w miejscowości Andújar, w prowincji Jaén we wspólnocie autonomicznej Andaluzja, w Hiszpanii. Stacja obsługuje pociągi długiego i średniego dystansu. Posiada również zaplecze towarowe.

## Położenie
Stacja znajduje się w km 362,8 linii Alcázar de San Juan – Kadyks, na wysokości m n.p.m., pomiędzy stacjami Espeluy i Villa del Río. Jest to linia zelektryfikowana i jednotorowa.

## Historia
Stacja została otwarta dla ruchu 15 września 1866 wraz z uruchomieniem odcinka Vilches-Córdoba, które miało na celu połączyć Manzanares z Kordobą. Linia została wybudowana przez Compañía de los Ferrocarriles de Madrid a Zaragoza y Alicante. W 1941 roku w wyniku nacjonalizacji kolei w Hiszpanii stała się częścią nowo utworzonego RENFE.

## Linie kolejowe
- Alcázar de San Juan – Kadyks